# Daewongun
Daewongun, né Yi Ha-eung le 21 décembre 1820 et mort le 22 février 1898 à Unhyeongung (Séoul), est un prince de la dynastie Joseon de corée. Père du roi Gojong, il assure la régence de 1863 à 1873 et continue ensuite d'avoir une grande influence.

## Biographie
Daewongun (대원군) signifie le prince de la grande cour ; c'était le nom donné habituellement au père du roi lorsque le père n'avait pas régné lui-même. Son nom de naissance est Yi Ha-eung (이하응, 李昰應), son nom de plume Seokpa (석파, 石坡) et son nom de courtoisie Sibaek (시백, 時伯). Il a exercé le pouvoir sous le nom de Heungseon Daewongun et était connu des diplomates occidentaux en tant que prince Gung.

### Jeunes années
Yi Ha-eung est le fils du prince Namyeon (남연군, 1788–1836), sa mère est inconnue. Il a épousé Yeoheung du clan des Min (1818-1898) et il est le père du prince impérial Heung (흥친왕, 1845-1912 ; père du prince Youngsun), de l'empereur Gojong (1852-1919) et de Yi Jae-son (이재선, ?-1881), un fils illégitime, ainsi que de trois filles.

### Régence

Yi Haeung / Daewongun en peinture, réalisé en 1869, conservé au musée national de Corée.

En 1863, le roi Cheoljong est gravement malade et n'a pas de fils pour lui succéder. La responsabilité de choisir le prochain roi incombe alors à la plus âgée des reines douairières, Sinjeong, qui appartient au clan des Cho de Pungyang. Ce clan est un rival des Kim d'Andong dotés d'une solide influence acquise par une politique de mariage au sein de la famille royale des Yi. C'est alors que Yi Ha-eung prend contact avec Sinjeong, qui est un lointain descendant de la famille régnante, en particulier du roi Yeongjo (1694-1776). Sa famille a survécu aux intrigues en évitant les alliances avec les factions les plus puissantes ; il offre donc la possibilité d'amoindrir la puissance des Kim d'Andong. C'est ainsi qu'à la mort du roi, son fils Yi Myeong-bok accède au trône sous le nom de Gojong le 16 janvier 1864 à l'âge de 11 ans et que Yi Ha-eung devient le Daewongun, assurant la régence du pays.
Au milieu des années 1860, constatant la lente colonisation de la Chine et l'éclatement des guerres de l'opium, le Daewongun s'affirme comme l'un des plus fervents partisans de l’isolationnisme. Fortement confucianiste, il supprime les vieilles institutions gouvernementales corrompues par l'influence des divers clans. Il remanie la législation ainsi que les règles concernant la cour. En quelques années, il est capable de prendre un contrôle complet de la cour et d'obtenir la soumission du clan des Cho de Pungyang. En même temps, il met à l'écart le dernier des Kim d'Andong dont il estimait que leur corruption était la cause de la ruine du pays.
Il organise également la fermeture de la plupart des seowon, des écoles pour la noblesse yangban et combat le développement du mouvement religieux du Donghak, laissant exécuter son fondateur, Choe Je-u, en 1864 et plongeant les adeptes dans la clandestinité. Prenant en compte la révolte des Taiping en Chine, inspirée par les doctrines chrétiennes, il tente aussi d'éradiquer le catholicisme, faisant exécuter 10 000 fidèles ainsi que neuf missionnaires français dont Mgr Berneux.
Il doit faire face aux pressions des occidentaux pour ouvrir des liaisons commerciales. Ainsi, en janvier 1866, un navire russe menace le port de Wonsan. En juillet de la même année, un bateau américain, le Général Sherman force la porte de Keupsa et doit être détruit aux portes de Pyongyang. À l'automne suivant, il repousse une expédition française venue venger ses missionnaires et qui emporte comme butin de guerre 297 manuscrits pris dans la bibliothèque royale Oegyujanggak sur l’île de Kanghwa. En juillet 1871, il est confronté à une autre attaque américaine. Le fait que toutes ces attaques sont repoussées est considéré comme un succès montrant que la petite Corée vassale de la Chine est capable de tenir en échec les puissances occidentales.
Sur le plan intérieur, il fait reconstruire le palais royal, le Gyeongbokgung (« palais du bonheur resplendissant »). C'est aussi sous sa régence que le clan des Kim d'Andong perd toute son influence.

### La chute
Il quitte le pouvoir le 31 octobre 1873 à cause du mécontentement de l'aristocratie dû à la fermeture des seowon et à l'opposition grandissante de son fils et de sa belle-fille, la reine Min.
Il revient brièvement au pouvoir en 1882 à la suite de la mutinerie d'Imo se plaçant du côté des soldats et tentant de ramener l'ordre. Il est alors capturé par des troupes chinoises et emmené en Chine où il reste quatre ans.

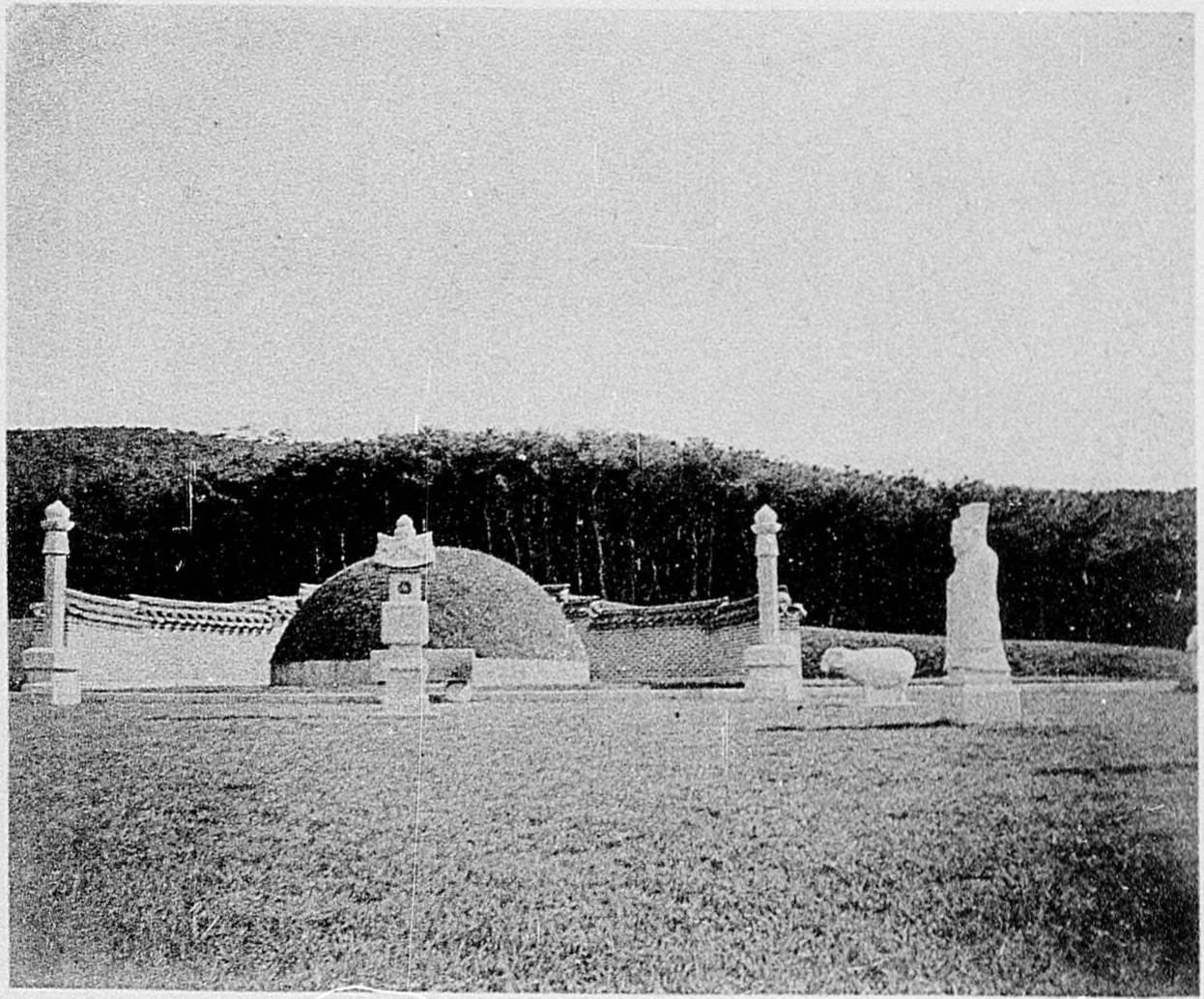
Tombeau du Daewongun près de Yong-San

À son retour à Séoul, il s'installe dans Unhyeongung, son palais privé, non loin de Gyeongbokgung, le palais royal. Il fait un court retour au pouvoir en 1895 lorsque les Japonais le choisissent pour superviser les réformes Gabo du gouvernement. Il est rapidement démis de ces fonctions car son engagement envers les réformes est mis en doute. Le 8 octobre 1895, il fait partie du complot qui mène à l'assassinat de la reine Min dans Gyeongbokgung. Il meurt le 22 février 1898 à l'âge de 78 ans à Unhyeongung.